# Sergej Bogomolov
Sergej Georgijevič Bogomolov (* 23. února 1951) je ruský horolezec. Úspěšně vystoupil na 13 osmitisícovek. Získal titul zasloužilého mistra sportu SSSR, je čestným občanem města Anchorage. Byl vyznamenán medailí za práci a medailí za zásluhy sportu. Získal také Cenu sněžného leoparda. Je předsedou horolezeckého klubu v Saratově.

## Život v mládí
Bogomolov se začal věnovat horolezectví ve věku 20 let. V roce 1973 začal studovat na univerzitě v Saratově fyziku. Jeho studium trvalo šest let, v létě se věnoval horolezectví. V roce 1980 se stal horským vůdcem a začal se pohybovat v pohořích Pamír, Ťan-šan a Kavkaz.

## Horolezecké úspěchy
Po několika úspěšných výstupech na sovětské sedmiticícovky se Bogomolov v roce 1989 poprvé vydal na osmitisícovku. Tehdy úspěšně zdolal Kančendžengu. V roce 1993 uskutečnil prvovýstup severní stěnou na Dhaulágirí, o dva roky později zdolal i nejvyšší horu světa Mount Everest. V roce 2001 se stal prvním Rusem, který vystoupil na Gašerbrum I a Gašerbrum II a rok na to se stal prvním ruským horolezcem na hlavním vrcholu Šiša Pangmy. Roku 2003 natočil film z výstupů na Nanga Parbat a Broad Peak a v roce 1996 vystoupil na Manáslu v rámci expedice k 50. výročí jejího prvního zlezení. V roce 2010 úspěšně vystoupil i na Annapurnu, o kterou se předtím již třikrát snažil. K dosažení všech 14 osmitisícových vrcholů mu tak chybí jen K2, kde už zaznamenal čtyři neúspěšné pokusy.

### Úspěšné výstupy na osmitisícovky
- 1989 Kančendženga (8586 m n. m.)
- 1991 Čo Oju (8201 m n. m.)
- 1993 Dhaulágirí (8167 m n. m.)
- 1995 Mount Everest (8849 m n. m.)
- 1996 Makalu (8465 m n. m.)
- 1997 Lhoce (8516 m n. m.)
- 2001 Gašerbrum I (8068 m n. m.)
- 2001 Gašerbrum II (8035 m n. m.)
- 2002 Šiša Pangma (8013 m n. m.)
- 2003 Nanga Parbat (8125 m n. m.)
- 2003 Broad Peak (8047 m n. m.)
- 2006 Manáslu (8163 m n. m.)
- 2010 Annapurna (8091 m n. m.)

### Další úspěšné výstupy
- 1983 Pik Lenina (7134 m n. m.)
- 1983 Pik Ismail Samani (7495 m n. m.)
- 1984 Štít Korženěvské (7105 m n. m.)
- 1984 Pik Ismail Samani (7495 m n. m.)
- 1985 Džengiš Čokusu (7439 m n. m.)
- 1986 Denali (6190 m n. m.)
- 1986 Pik Ismail Samani (7495 m n. m.)
- 1986 Pik Lenina (7134 m n. m.)
- 1987 Štít Korženěvské (7105 m n. m.)
- 1987 Pik Ismail Samani (7495 m n. m.)
- 1987 Pik Ismail Samani (7495 m n. m.)
- 1988 Pik Lenina (7134 m n. m.)
- 1988 Džengiš Čokusu (7439 m n. m.)
- 1989 Chan Tengri (7010 m n. m.)
- 1989 Chan Tengri (7010 m n. m.)
- 1989 Chan Tengri (7010 m n. m.)
- 1990 Štít Korženěvské (7105 m n. m.)
- 1990 Štít Korženěvské (7105 m n. m.)
- 1990 Pik Ismail Samani (7495 m n. m.)
- 1990 Džengiš Čokusu (7439 m n. m.)
- 1991 Chan Tengri (7010 m n. m.)
- 1994 Ama Dablam (6812 m n. m.)